# 蔣亨
蔣亨（1474年—1528年），字原貞，南直隸常州府武進縣人，醫籍，明朝政治人物。

## 生平
弘治十七年（1504年）甲子科應天鄉試第六名舉人，正德六年（1511年）中式辛未科會試第三十六名，三甲第一百一名進士。授山西聞喜知縣，十一年正月選授南京山西道試御史，十六年正月升河南按察司佥事，信陽兵备。

## 家族
曾祖蔣魯，贈左通政；祖父蔣宗武，贈禮部左侍郎；父蔣黼，母蔡氏。